# Rise: Ascension
Rise: Ascension è un album del gruppo musicale statunitense A Skylit Drive, pubblicato il 6 gennaio 2015 dalla Tragic Hero Records. È un rifacimento in chiave acustica del loro quarto album in studio Rise, del 2013.

## Il disco
L'album è stato annunciato lo stesso giorno dell'abbandono ufficiale della band da parte del bassista Brian White e del batterista Cory La Quay. È stato anticipato dalla pubblicazione come singolo della versione acustica di Pendulum, reso disponibile per il download a coloro che avessero preordinato l'album. Nonostante l'album sia stato registrato nel periodo in cui White e La Quay erano ancora nella band, questi ultimi non hanno partecipato alle registrazioni.

## Tracce
Testi di Michael "Jag" Jagmin e Nick Miller, musiche degli A Skylit Drive.
1. Save Me Tragedy (Acoustic) – 3:14
2. Unbreakable (Acoustic) – 3:24
3. Crash Down (Acoustic) – 3:23
4. Rise (Acoustic) – 3:19
5. Crazy (Acoustic) – 3:01
6. Said & Done (Acoustic) – 3:31
7. Just Stay (Acoustic) – 4:26
8. Pendulum (Acoustic) – 3:13
9. Wide Awake (Acoustic) – 3:02
10. I, Enemy (Acoustic) – 3:16
11. Shadows (Acoustic) – 3:47
12. Dreaming in Blue (Acoustic) – 3:01

## Formazione
A Skylit Drive
- Michael "Jag" Jagmin – voce, chitarra acustica
- Nick Miller – chitarra acustica
- Kyle Simmons – chitarra acustica, tastiera

Altri musicisti
- Jim Wirt – basso acustico, contrabbasso, violoncello
- Brett Wier – batteria, percussioni, tamburello